# (11293) 1991 XL
1991 أكس أل (ويعرف أيضًا باسم (11293) 1991 أكس أل وفق تسمية الكوكب الصغير) (بالإنجليزية: 1991 XL)‏ هو كويكب ضمن حزام الكويكبات؛ وترتيبه 11293 من حيث الاكتشاف.
اكتُشف هذا الجُرم الفلكي بواسطة هيروشي كانيدا في 4 ديسمبر 1991.

## وصلات خارجية
- (11293) 1991 XL في قاعدة بيانات مختبر الدفع النفاث لأجرام النظام الشمسي الصغيرة

- الاكتشاف · مخطط المدار ·  العناصر المدارية · المعلمات المادية

- (11293) 1991 XL على موقع ويكي سكاي: DSS2, SDSS, GALEX, IRAS, Hydrogen α, X-Ray, Astrophoto, Sky Map, Articles and images